# Harry B. Gray

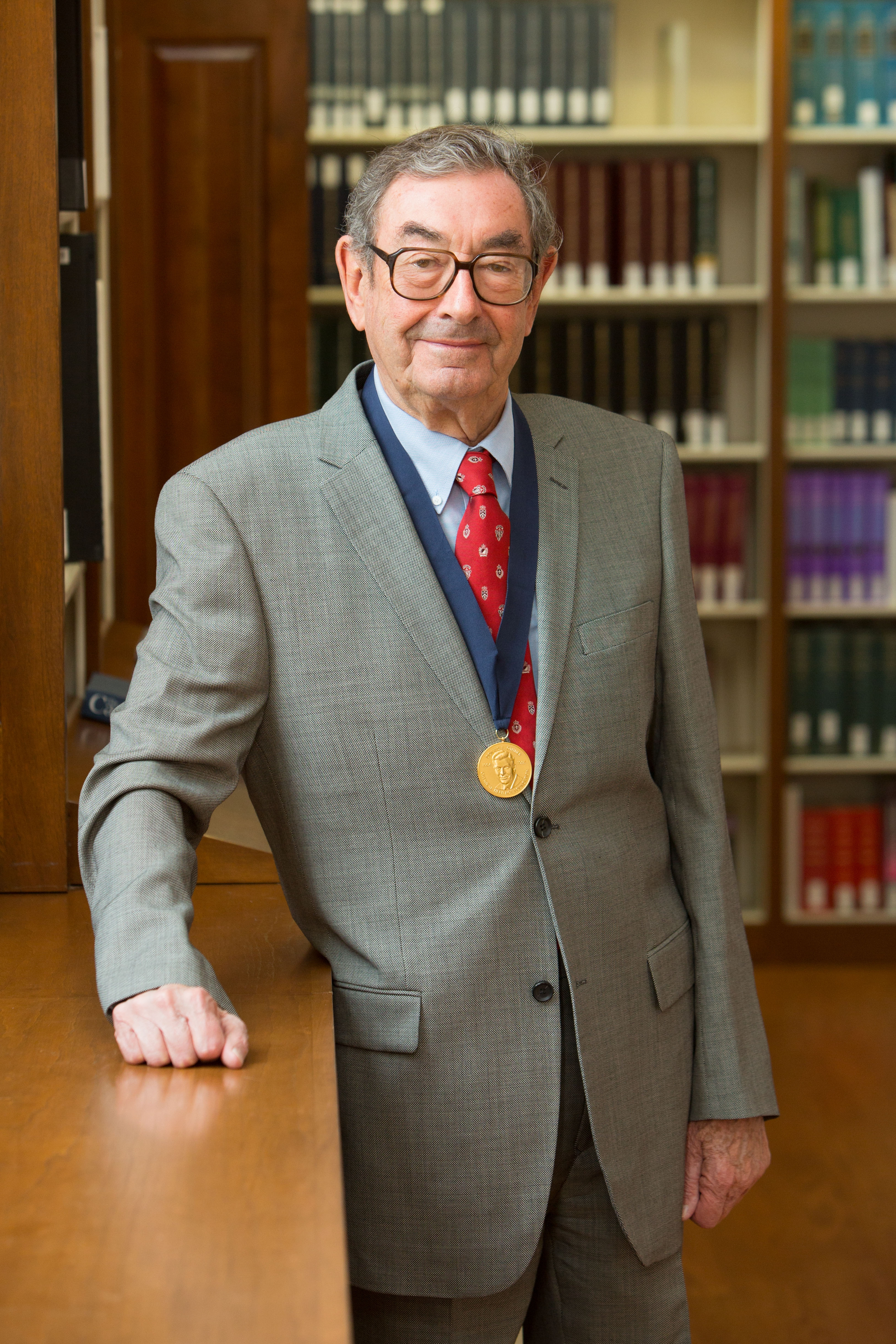
Harry Gray 2013

Harry Barkus Gray (* 14. November 1935 in Woodburn, Kentucky) ist ein US-amerikanischer Chemiker.

## Leben und Werk
Harry Barkus Gray wurde als Sohn von Barkus und Ruby Gray, geb. Hopper, geboren. 1957 machte er seinen Bachelor an der Western Kentucky University. Anschließend schrieb er unter Fred Basolo und Ralph G. Pearson seine Doktorarbeit. 1960 wurde er an der Northwestern University promoviert und ging dann für ein Jahr als Post-Doktorand zu Carl Johan Ballhausen an die Universität Kopenhagen, wo er mit diesem über Metallkomplexe forschte. Von 1961 bis 1966 war er an der Columbia University beschäftigt, zuerst als Dozent (1961–1963), dann als außerordentlicher Professor (1963–1965) und schließlich als ordentlicher Professor (1965–1966). 1964 wurde er Forschungsstipendiat der Alfred P. Sloan Foundation (Sloan Research Fellowship). 1966 wechselte er ans California Institute of Technology, wo er Arnold O. Beckman Professor für Chemie wurde und das dortige Beckman Institute aufbaute und bis heute leitet. Gastprofessuren führten ihn an die Rockefeller University, Harvard University, University of Iowa, Yeshiva University, Universität Kopenhagen, Witwatersrand-Universität, University of Canterbury, Universität Hongkong und University of Oxford.

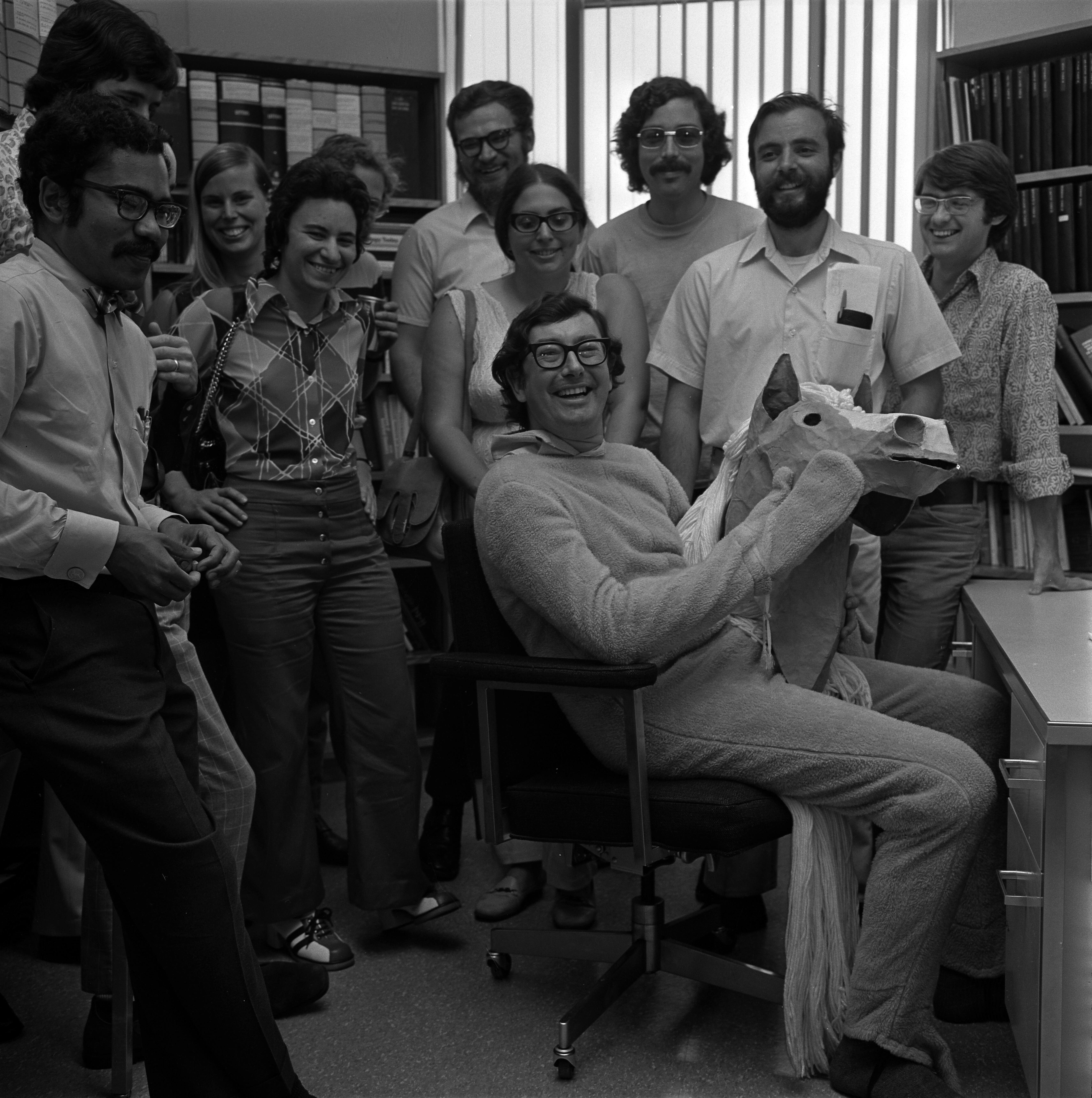
Harry B. Gray (sitzend) mit Studenten am California Institute of Technology in Pasadena (1972)

Gray arbeitet auf den Gebieten der anorganischen Chemie, der Biochemie, der Biophysik und gilt als Mitbegründer der Bioanorganische Chemie. Genauer untersucht er langreichweitige Elektronentransfers in anorganischen Komplexen, besonders in Metalloproteinen. Durch Anfügen von Ruthenium-Komplexen konnte er nachweisen, dass Elektronenübergänge auch zwischen weit entfernten Metallatomen im Komplex in signifikanten Raten stattfinden. Dabei tunneln Elektronen über Strecken von ein bis zwei Nanometern (ungefähr zehn bis zwanzig Atomdurchmessern) durch das umgebende Polypeptid. Außerdem forscht Gray zu Mechanismen der anorganischen und bioanorganischen Reaktionen sowie zur Proteinfaltung.
Am 2. Juni 1957 heiratete er Shirley Barnes, mit der er drei Kinder hat, Victoria Lynn, Andrew Thomas und Noah Harry Barkus.

## Veröffentlichungen
Gray war an mehr als 700 wissenschaftlichen Aufsätzen beteiligt. Eine Auswahl:
- mit J. R. Winkler, D. G. Nocera, K. M. Yocom und E. Bordignon: Electron-Transfer Kinetics of Pentaammineruthenium(III)(histidine-33)-ferricytochrome-c. Measurement of the Rate of Intramolecular Electron Transfer Between Redox Centers Separated by 15  in a Protein. In: Journal of the American Chemical Society. Band 104, 1982, S. 5798–5800.
- mit S. L. Mayo, W. R. Ellis, Jr. und R. J. Crutchley: Long-Range Electron Transfer in Heme Proteins. In: Science. Band 233, 1986, S. 948–952.
- mit D. S. Wuttke, M. J. Bjerrum und J. R. Winkler: Electron-Tunneling Pathways in Cytochrome c. In: Science. Band 256, 1992, S. 1007–1009.
- mit R. Langen, I-Jy Chang, J. P. Germanas, J. H. Richards und J. R. Winkler: Electron Tunneling in Proteins: Coupling through a -Strand. In: Science. Band 268, 1995, S. 1733–1735.
- mit J. R. Winkler: Electron Transfer in Proteins. In: Annual review of biochemistry. Band 65, 1996, S. 537–561.
- mit J. R. Telford, P. Wittung-Stafshede und J. R. Winkler: Protein Folding Triggered by Electron Transfer. In: Accounts of chemical research. Band 31, 1998, S. 755–763.
- mit J. R. Winkler, A. J. Di Bilio, N. A. Farrow und J. H. Richards: Electron Tunneling in Biological Molecules. In: Pure and applied chemistry. Band 71, 1999, S. 1753–1764.
- mit J. R. Winkler: Electron tunneling through proteins. In: Quarterly Reviews of Biophysics. Band 36, 2003, S. 341–371.
- mit O. S. Wenger, B. S. Leigh, R. M. Villahermosa und J. R. Winkler: Electron Tunneling through Organic Molecules in Frozen Glasses. In: Science. Band 307, 2005, S. 99–102.
- mit J. R. Winkler: Long-range electron transfer. In: Proceedings of the National Academy of Sciences. Band 102, 2005, S. 3534–3539.

Bücher
- Electrons and Chemical Bonding. Benjamin, New York u. a. 1964 (deutsch als Elektronen und chemische Bindung. de Gruyter, Berlin, New York 1973, ISBN 3-11-003502-2)
- mit Carl Johan Ballhausen: Molecular Orbital theory. An introductory lecture note and reprint volume. Benjamin, New York u. a. 1964.
- mit Cooper Harold Langford: Ligand Substitution Processes. Benjamin, New York u. a. 1966, ISBN 0-8053-5822-6.
- mit Gilbert Pierce Haight: Basic Principles of Chemistry. Benjamin, New York 1967, ISBN 0-8053-3341-0
- mit Joseph B. Dence und George Simms Hammond: Chemical Dynamics. Benjamin, New York u. a. 1968.
- mit Richard Earl Dickerson und Gilbert Pierce Haight: Chemical Principles. Benjamin, New York 1970, ISBN 0-8053-2359-7 (deutsch als Prinzipien der Chemie. de Gruyter, Berlin, New York 1978, ISBN 3-11-004499-4)
- mit George Simms Hammond und Janet Osteryoung: Models in Chemical Science. An introduction to general chemistry. Benjamin, New York u. a. 1971, ISBN 0-8053-3670-2.
- mit John G. Swanson und Thomas H. Crawford: Project ACAC. An experimental investigation in synthesis and structure. Bogden and Quigley, Tarrytown-on-Hudson, N.Y. 1972, ISBN 0-8005-0030-X.
- Chemical bonds. An introduction to atomic and molecular structure. Benjamin, Menlo Park, Calif. 1973, ISBN 0-8053-3402-5, spätere Auflage: Univ. Science Books, Mill Valley, Calif. 1994, ISBN 0-935702-35-0.
- mit Roger L. DeKock: Chemical Structure and Bonding. Benjamin/Cummings Pub. Co., Menlo Park, California 1980, ISBN 0-8053-2310-4.
- mit Carl Johan Ballhausen: Molecular Electronic Structures. Benjamin/Cummings, Reading, Mass. 1980, ISBN 0-8053-0452-5.
- mit Alfred Beverly Philip Lever (Hrsg.): Iron Porphyrins. Addison-Wesley, Reading, Mass. 1982, ISBN 0-201-05816-2, ISBN 0-201-05817-0.
- mit Ivano Bertini, Harry Barkus Gray, Stephen J. Lippard und Joan Selverstone Valentine: Bioinorganic chemistry. University Science Books, Mill Valley, California 1994, ISBN 0-935702-57-1.
- mit John D. Simon und William C. Trogler: Braving the Elements. University Science Books, Sausalito 1995, ISBN 0-935702-34-2.
- mit Ivano Bertini, Edward I. Stiefel und Joan Selverstone Valentine: Biological Inorganic Chemistry. Structure and Reactivity. 2007, ISBN 978-1-891389-43-6.

## Ehrungen (Auswahl)
- 1986 National Medal of Science
- 1991 Priestley Medal (American Chemical Society)
- 2000 Harvey Prize (Technion)
- 2003 NAS Award in Chemical Sciences (National Academy of Sciences)
- 2004 Benjamin Franklin Medal in Chemistry (Franklin Institute)
- 2004 Wolf-Preis in Chemie (Wolf Foundation, Israel)
- 2009 Welch Award
- 2013 Othmer-Goldmedaille der Chemical Heritage Foundation
- 2018 F. A. Cotton Medal
- 16 Ehrendoktorwürden: 1984 Northwestern University, 1987 University of Chicago, 1987 University of Rochester, 1991 Universität Paul Sabatier, 1991 Universität Göteborg, 1993 Universität Florenz, 1994 Columbia University, 1994 Bowling Green State University, 1995 Illinois Wesleyan University, 1995 University of Pennsylvania, 1996 Oberlin College, 1997 University of Arizona, 2001 Carleton University, 2003 University of Southern California, 2003 Universität Kopenhagen, 2006 Universität Edinburgh

## Mitgliedschaften
- 1971 National Academy of Sciences
- 1974 Königlich Dänische Akademie der Wissenschaften
- 1979 American Academy of Arts and Sciences
- 1988 Ehrenmitglied der Società Chimica Italiana
- 1989 American Association for the Advancement of Science
- 1995 Königliche Wissenschafts- und Literaturgesellschaft in Göteborg
- 1997 Königlich Schwedische Akademie der Wissenschaften
- 2000 American Philosophical Society
- 2000 Royal Society (London)
- 2005 Ehrenmitglied der Royal Society of Chemistry
- 2008 Accademia Nazionale dei Lincei
- American Chemical Society
- Phi Lambda Upsilon
- Alpha Chi Sigma